# Юзефув-Кольонія
Юзефув-Кольонія (пол. Józefów-Kolonia) — село в Польщі, у гміні Поддембиці Поддембицького повіту Лодзинського воєводства.
Населення — 58 осіб (2011).
У 1975-1998 роках село належало до Серадзького воєводства.

## Демографія
Демографічна структура станом на 31 березня 2011 року:
|          | Загалом | Допрацездатний вік | Працездатний вік | Постпрацездатний вік |
| -------- | ------- | ------------------ | ---------------- | -------------------- |
| Чоловіки | 34      | 7                  | 21               | 6                    |
| Жінки    | 24      | 6                  | 12               | 6                    |
| Разом    | 58      | 13                 | 33               | 12                   |